# Matagaia chromatopus
Matagaia chromatopus är en spindelart som beskrevs av Ruiz, Brescovit, Freitas 2007. Matagaia chromatopus ingår i släktet Matagaia och familjen hoppspindlar. Inga underarter finns listade i Catalogue of Life.